# 白星東
白星東（1991年8月13日—），大韓民國光州市出生的足球运动员，曾效力日職聯球隊磐田山葉，位置為中場及前鋒。目前效力於K聯賽1球隊浦项制铁。

## 經歷
2007年，白星東在高中時期，得到韓國足球協會推薦，前往英格蘭球隊屈福特作強化訓練，為期一年。

2012年，白星東在延世大學讀書期間，獲磐田山葉邀請加入球隊。

## 曾效力球隊
青年時期球隊
- 2007年 - 2010年  錦湖高等學校
  - 2007年 - 2008年  屈福特強化訓練
- 2010年 - 2011年  延世大學

職業球隊
- 2012年 -  磐田山葉

## 個人戰歷
| 年度   | 球隊     | 聯賽 | 球衣號碼 | 聯賽 | 聯賽 | 聯賽 | 聯賽 | 聯賽杯 | 聯賽杯 | 天皇杯 | 天皇杯 | 全年合計 | 全年合計 |
| 年度   | 球隊     | 聯賽 | 球衣號碼 | J1   | J1   | J2   | J2   | 聯賽杯 | 聯賽杯 | 天皇杯 | 天皇杯 | 全年合計 | 全年合計 |
| 年度   | 球隊     | 聯賽 | 球衣號碼 | 出場 | 得分 | 出場 | 得分 | 出場   | 得分   | 出場   | 得分   | 出場     | 得分     |
| ------ | -------- | ---- | -------- | ---- | ---- | ---- | ---- | ------ | ------ | ------ | ------ | -------- | -------- |
| 2012年 | 磐田山葉 | J1   | 8        | 12   | 2    | -    | -    | 3      | 0      | 0      | 0      | 15       | 2        |
| 2013年 | 磐田山葉 | J1   | 8        |      |      | -    | -    |        |        |        |        |          |          |
| 總數   | 總數     | 總數 | 總數     | 12   | 2    | -    | -    | 3      | 0      | 0      | 0      | 15       | 2        |

- 2007年至2008年，白星東在屈福特作強化訓練

## 初次紀錄
- 日職聯初出場：2012年3月10日 J1第1周 對札幌岡薩多 於札幌巨蛋
- 日職聯初入球：2012年5月6日 J1第10周 對浦和紅鑽 於靜岡體育場

## 獎項

### 代表隊
- 2012年
  - 2012倫敦奧運銅牌

### 個人
- 2009年
  - 大學最有價值球員

## 代表隊紀錄
2009年　
- - U-18韓國代表
- 2010年　
  - U-19韓國代表
- 2011年　
  - U-20韓國代表　FIFA世界青年錦標賽
  - U-22韓國代表　2012倫敦奧運足球亞洲區外圍賽
- 2012年
  - U-23韓國代表　2012倫敦奧運足球亞洲區外圍賽
  - U-23韓國代表　2012倫敦奧運

## 備注
1. ↑  新球員白星東加入球隊 磐田山葉官方網站 2011.12.29新聞

## 外部連結
- 白星東的Instagram帳戶